# Dlesni
Dlesen (navadno se beseda rabi v množini: dlesni, lat. gingiva) je sluznica, ki pokriva grebene spodnje in zgornje čeljusti ter zobne vratove.
Dlesni so del mehkega tkiva, ki obdaja ustno votlino. Obdajajo zobe ter jim dajejo oporo. V primerjavi s sluznico ustnic in notranje strani lic je večina dlesničnega tkiva čvrsto priraščenega na kost, kar mu daje večjo odpornost proti trenju, na primer pri prehodu hrane čezenj. Zdrave dlesni tako predstavljajo učinkovito zaščito pred poškodbami globljih tkiv. Zdrave dlesni so koralno rožnato obarvane, lahko pa so tudi pigmentirane z melaninom.
Sprememba v barvi, zlasti pordelost, z oteklino in povečano dovzetnostjo za krvavitve kaže na vnetno bolezen dlesni, ki je lahko posledica nalaganja bakterijskih oblog. Na splošno velja, da že klinični izgled dlesni kaže na njihovo histološko stanje, tako v zdravem kot obolelem stanju. Vnetje dlesni lahko napade tudi globlja obzobna tkiva, vključno z alveolarno membrano, ki obkroža zobno korenino in pri čemer je prognoza za ohranitev zoba razmeroma slaba. Način zdravljenja periodontalne bolezni ter nasveti za nego zobne votline doma so odvisni od kliničnega stanja.

## Zgradba
Anatomsko poznamo tri predele dlesni:
- marginalna dlesen – obkroža zobni vrat,
- medzobna dlesen – del dlesni, ki prehaja med posameznimi zobmi iz ustnega preddvora v ustno votlino,
- prirasla dlesen – del, ki je bledorožnat, čvrst, gost, zrnat in trdno vezan na pokostnico, zob ter na kost.

### Marginalna dlesen
Marginalni del dlesni je končni rob dlesničnega tkiva, ki obdaja posamezen zob kot ovratnik. Pri okoli polovici posameznikov je prisotna jasna meja med marginalno in priraslo dlesnijo v obliki plitve vdolbinice, ki je običajno posebej izražena ob spodnjih sekalcih, podočnikih in ličnikih.
Debelina marginalne dlesni je od 0,5 mm (na samem koncu) do 2,0 mm (on prirasli dlesni). Videz marginalne dlesni je nekoliko prosojnejši, a zelo podoben priraslemu delu dlesni. Ni pa na marginalnem predelu dlesni prisotnih pik in ni čvrsto prirasla na zob.

### Prirasla dlesen
Prirasla ali priraščena dlesen je nadaljevanje marginalne dlesni. Je čvrsta, trpežna in trdno vezana na pokostnico alveolarne kosti. Na površini je značilno pikasta.